# С. Н. П. Ј (Пенсилванија)
С. Н. П. Ј (енгл. S.N.P.J.) град је у америчкој савезној држави Пенсилванија.

## Демографија
По попису из 2010. године број становника је 19.
| Група             | 2000.    | 2010.       |
| Белци             | 0 (0,0%) | 19 (100,0%) |
| Афроамериканци    | 0 (0,0%) | 0 (0,0%)    |
| Азијати           | 0 (0,0%) | 0 (0,0%)    |
| Хиспаноамериканци | 0 (0,0%) | 0 (0,0%)    |
| Укупно            | 0        | 19          |